# Gouvernement Isărescu
 (septembre 2023).
Si vous disposez d'ouvrages ou d'articles de référence ou si vous connaissez des sites web de qualité traitant du thème abordé ici, merci de compléter l'article en donnant les références utiles à sa vérifiabilité et en les liant à la section « Notes et références ».
Roumanie
Vasile Năstase
Le gouvernement Isărescu (en roumain : Guvernul Mugur Isărescu) est le gouvernement de la Roumanie entre le 22 décembre 1999 et le 28 décembre 2000, durant la troisième législature du Parlement roumain.

## Coalition et historique
Dirigé par le Premier ministre indépendant Mugur Isărescu, ce gouvernement est constitué et soutenu par une coalition entre le Parti national paysan chrétien-démocrate (PNȚCD), le Parti national libéral (PNL), le Parti démocrate (PD) et l'Union démocrate magyare de Roumanie (UDMR). Ensemble, ils disposent de 177 députés sur 343, soit 51,6 % des sièges de la Chambre des députés, et 75 sénateurs sur 143, soit 52,4 % des sièges du Sénat.
Il est formé à la suite de démission du chrétien-démocrate Radu Vasile et succède à son gouvernement, constitué de la même coalition à laquelle participait également le Parti de la social-démocratie de Roumanie (PDSR). Les mésententes entre certains ministres et le chef du gouvernement amènent le président Emil Constantinescu à exiger le départ de Vasile ; celui-ci remet sa démission le 13 décembre et laisse la direction par intérim de l'exécutif au social-démocrate Alexandru Athanasiu, ministre du Travail. Le chef de l'État fait alors appel à Mugur Isărescu, gouverneur de la Banque nationale de Roumanie.
Lors des élections législatives du 26 novembre 2000, le Pôle démocratique social de Roumanie (PDSR), qui rassemble trois forces sociales-démocrates, obtient la majorité relative dans les deux chambres du Parlement. L'ancien ministre des Affaires étrangères Adrian Năstase est alors appelé au poste de Premier ministre par le nouveau président Ion Iliescu et constitue son gouvernement.

## Composition
- Les nouveaux ministres sont indiqués en gras, ceux ayant changé d'attribution en italique.

| Fonction                                                                      | Titulaire | Titulaire                                             | Parti  |
| ----------------------------------------------------------------------------- | --------- | ----------------------------------------------------- | ------ |
| Premier ministre                                                              |           | Mugur Isărescu                                        | Sans   |
| Ministre d'État Président du Conseil de coordination économique et financière |           | Mircea Ciumara                                        | PNȚCD  |
| Ministre d'État Ministre des Affaires étrangères                              |           | Petre Roman                                           | PD-FSN |
| Ministre d'État Ministre de la Justice                                        |           | Valeriu Stoica                                        | PNL    |
| Ministre d'État Ministre de la Santé                                          |           | Gábor Hajdú                                           | UDMR   |
| Ministre de l'Intérieur                                                       |           | Constantin Ionescu                                    | PNȚCD  |
| Ministre de la Défense nationale                                              |           | Victor Babiuc (jusqu'au 13/03/2000) Sorin Frunzăverde | PD-FSN |
| Ministre des Finances                                                         |           | Decebal Remeș                                         | PNȚCD  |
| Ministre du Travail et de la Protection sociale                               |           | Smaranda Dobrescu                                     | PD-FSN |
| Ministre de l'Industrie et du Commerce                                        |           | Radu Berceanu                                         | PD-FSN |
| Ministre de l'Agriculture                                                     |           | Ioan Avram Mureșan                                    | PNȚCD  |
| Ministre des Transports                                                       |           | Traian Băsescu (jusqu'au 27/06/2000) Anca Boagiu      | PD-FSN |
| Ministre des Travaux publics et de l'Aménagement du territoire                |           | Nicolae Noica                                         | PNȚCD  |
| Ministre des Eaux, des Forêts et de la Protection de l'environnement          |           | Romică Tomescu                                        | PNȚCD  |
| Ministre de l'Éducation nationale                                             |           | Andrei Marga                                          | PNȚCD  |
| Ministre de la Culture                                                        |           | Ion Caramitru                                         | PNȚCD  |
| Ministre de la Jeunesse et des Sports                                         |           | Crin Antonescu                                        | PNL    |
| Ministre de la Fonction publique                                              |           | Vlad Roșca                                            | PNȚCD  |
| Ministre délégué aux Minorités nationales                                     |           | Péter Eckstein-Kovács                                 | UDMR   |